# 3091 van den Heuvel
3091 van den Heuvel è un asteroide della fascia principale. Scoperto nel 1960, presenta un'orbita caratterizzata da un semiasse maggiore pari a 2,3497198 UA e da un'eccentricità di 0,1652535, inclinata di 2,00647° rispetto all'eclittica.
L'asteroide è dedicato a E. P. J. van den Heuvel, professore di astronomia all'Università di Amsterdam, celebre per i suoi studi circa la struttura e l'evoluzione delle stelle di neutroni.